# کلیمنس شیک
کلیمنس شیک (آلمانی: Clemens Schick؛ زادهٔ ۱۵ فوریه ۱۹۷۲) بازیگر، مدل، فعال سیاسی و مدافع حقوق بشر آلمانی اهل آلمان است. او از سال ۱۹۹۸ در بیش از هفتاد فیلم ظاهر شده است، از جمله نقش های اصلی در تولیدات آلمانی و بین المللی. او در تولیدات و سریال‌های تلویزیونی مختلف آلمانی و بین‌المللی ظاهر شده است.
از فیلم‌ها یا مجموعه‌های تلویزیونی که وی در آن‌ها نقش داشته است، می‌توان به سرجیو، هتل هوس، کازینو رویال، نقطه فروپاشی، اوردرایو و  دشمن پشت دروازه‌ها، دختری از ناگاساکی، دره تاریک، ساحل فوترو، تصادم، خائنان، هلیکوپتر پلیس، پرونده‌ای برای دو نفر، هشدار برای کبرا ۱۱، روباه پیر، لارگو وینچ ۲ و ربودن استلا اشاره نمود.